# San Lucas retratando a la Virgen

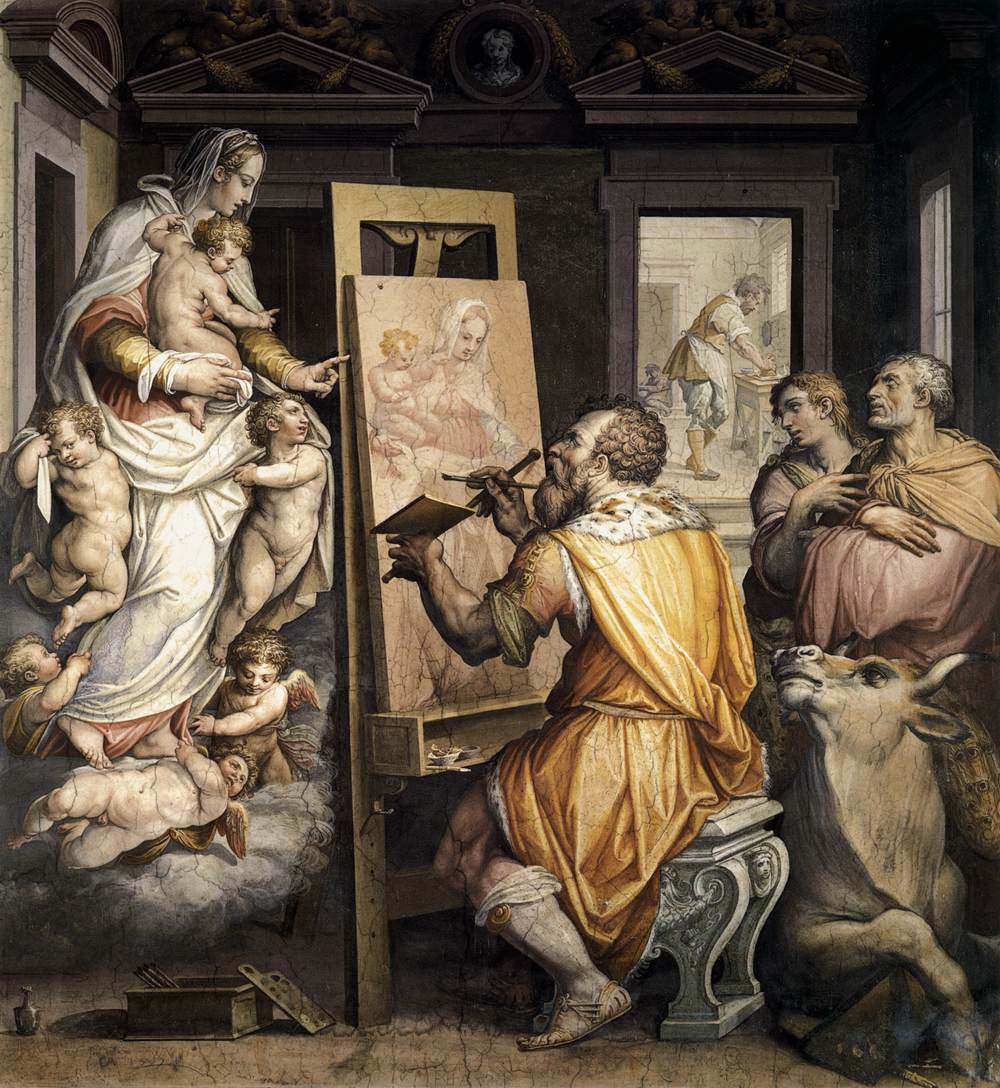
Giorgio Vasari como San Lucas pintando a la Virgen, 1565. El toro es el símbolo convencional de Lucas como evangelista en el tetramorfos.

San Lucas retratando o pintando a la Virgen, Virgen de San Lucas o Lukas-Madonna, son denominaciones convencionales de un tema del arte cristiano, muy tratado en cuadros devocionales, basado en una tradición piadosa: que San Lucas, al que se le asigna el oficio de pintor (y el patronazgo de los pintores), retrató a la Virgen María (el primer retrato de la Virgen). Las representaciones suelen hacerse con el santo evangelista tomando apuntes del natural o pintando directamente frente a sus modelos un lienzo o una tabla con el tema de la Virgen con el Niño, mientras un ángel guía su mano. Tales cuadros devocionales se hacían siguiendo la creencia de que el icono prototipo era un verdadero retrato de la Virgen pintado por Lucas.

## Origen y difusión de la tradición
El oficio con el que Lucas aparece citado en una epístola paulina es el de médico ("el médico amado", Colonenses, 4:14). Se ha argumentado que la cercanía de los médicos a las plantas medicinales es similar a la relación de los pintores con los pigmentos vegetales, y que tal similitud puede ser una de las razones de haber atribuido a Lucas la condición de pintor. Más directa es la referencia que se hace en el Evangelio de Lucas a su interés por los que "vieron por los ojos" la historia evangélica, que hicieron a los exégetas bíblicos calificarlo de "sinóptico".

Habiendo muchos tentado á poner en orden la historia de las cosas que entre nosotros han sido ciertísimas, como nos lo enseñaron los que desde el principio lo vieron por sus ojos, y fueron ministros de la palabra; me ha parecido también á mí, después de haber entendido todas las cosas desde el principio con diligencia, escribírtelas por orden, oh muy buen Teófilo, para que conozcas la verdad de las cosas en las cuales has sido enseñado.
Lucas 1:1-4

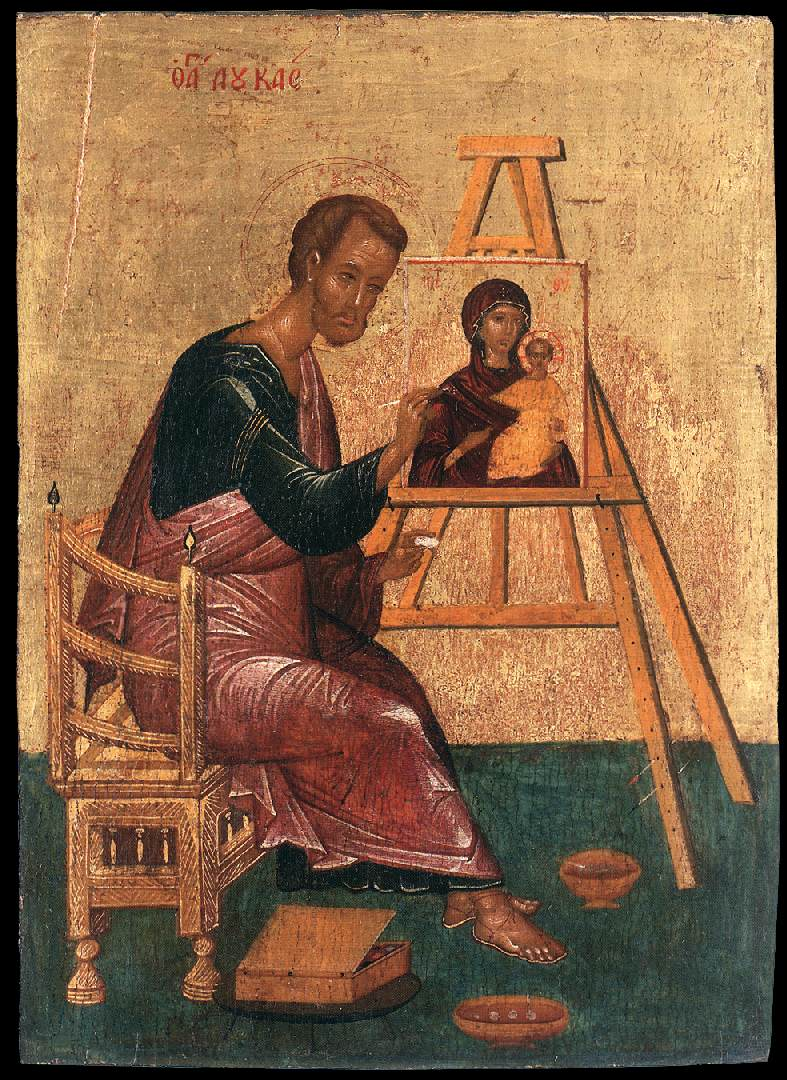
Anónimo ruso, comienzos del.

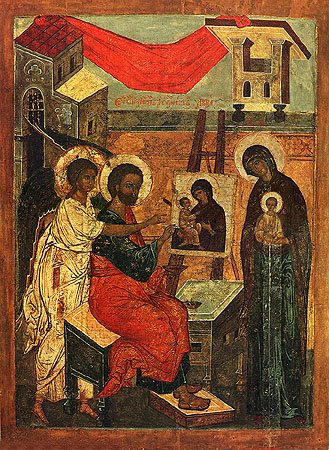
Icono ruso del, que reproduce la Virgen de Vladimir.

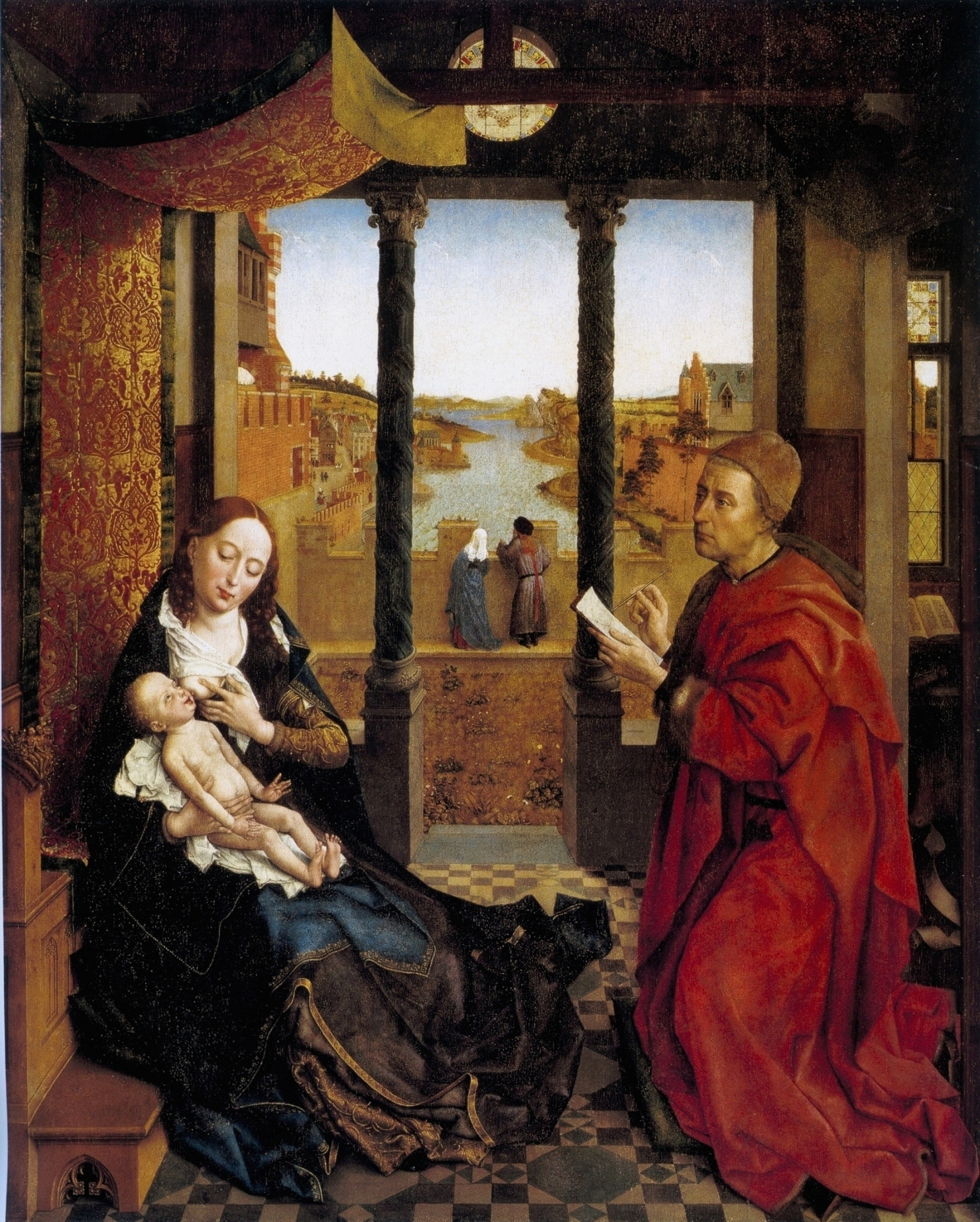
San Lucas dibujando a la Virgen, de Rogier van der Weyden, c. 1435-1440.

El primer texto que atribuye a Lucas el oficio de pintor sería un pasaje de Teodoro el lector (ca. 530) citado siglos después por Nicéforo Calixto en Historia Eclesiástica: "Eudoxia envió a Pulqueria desde Jerusalén la imagen de la Madre de Dios que había pintado el apóstol Lucas". Algo posterior (hacia 726) es el Tratado sobre las santas imágenes de Andrés de Creta, que se usó como justificación de la posición de los iconódulos durante el conflicto iconoclasta (aunque no se alude a ello en el Concilio de Nicea II, que trató el tema de los iconos). Andrés encomia la absoluta fidelidad al modelo de los retratos de Lucas: "Todos sus contemporáneos han afirmado que el apóstol y evangelista Lucas pintó con sus propias manos a Cristo encarnado y a su purísima madre, y que Roma glorifica sus imágenes como corresponde". El diácono homónimo Esteban de Constantinopla, autor de la Vida de san Esteban el Joven (comienzos del siglo IX), habla del "icono de la purísima Madre de Dios enviado por Lucas, desde Jerusalén, a Teófilo".
El Menologio de Simón Metafraste (finales del siglo X) cuenta que Lucas aprendió en Grecia y Egipto a pintar sus obras "con ceras y colores". A través de la traducción del Tratado de la fe ortodoxa de Juan Damasceno por Burgundio de Pisa (siglo XII), que incluye una interpolación del texto de Andrés de Creta, la tradición llegó a Tomás de Aquino y se difundió por Occidente. El Aquinate toma del Damasceno los elementos teóricos para afirmar la necesidad de respetar venerables tradiciones como la de honrar las imágenes sagradas.

## Historia
El tema fue muy común durante el Renacimiento, cuando se fundaron capillas bajo la advocación de San Lucas en muchas iglesias europeas; e incluso en algunos casos se exigía la realización de una pintura con este tema como obra maestra (la requerida para ser admitido como maestro en el gremio). La composición solía reproducir la del icono denominado Salus Populi Romani.
Tradicionalmente, el comitente tanto de la capilla como de la pintura a instalar en ella era la Guilda de San Lucas, que solía escoger a su mejor miembro para el encargo. Si la pintura no encontraba ubicación en una iglesia, se exhibía en el local de la Guilda. El pintor solía incluir un autorretrato, pintándose a sí mismo como San Lucas, aunque en algunos casos se incluía en la escena como un orante o como un ayudante del santo pintor.
La versión más temprana del tema se da en el arte bizantino, conservándose un icono ruso de comienzos del siglo XV. Muy significativo es otro del siglo XVI que representa el momento en que San Lucas, que se deja guiar por un ángel, pinta la Virgen de Vladimir (el rival oriental del Salus Populi Romani como primera pintura del propio Lucas).
La versión de Rogier van der Weyden (1435-1440) es la primera conocida en los primitivos flamencos (original conservado en Boston, y copias en Brujas -donde se pintó originalmente-, Múnich y el Hermitage de San Petersburgo).
Aunque la escena no se incluye en el canon pictorial del ciclo de la vida de la Virgen, se hizo cada vez más popular a medida que San Lucas fue ganando devociones y patronazgos, no sólo de los pintores, sino de iluminadores, doradores, mezcladores de pigmentos y otras profesiones artísticas en general, que se acogían al gremio o Guilda de San Lucas (junto con otras más alejadas de las artes visuales, en un verdadero conglomerado artesanal y comercial que con anterioridad se acogía al patonazgo de San Eloy o de otros santos). El prestigio del santo y su representación pictórica creció paralelamente al estatus que fueron alcanzando los propios pintores, que superaron el nivel artesanal para ser considerados miembros de una profesión liberal. En la Edad Media era superior el estatus de escultores y arquitectos (que incluían a los canteros, albañiles, maestros de obras y otros "oficios de la piedra"). En la Edad Moderna, unos y otros eran considerados cultivadores de las bellas artes o artes mayores (pintura, escultura y arquitectura).

## Iconografía

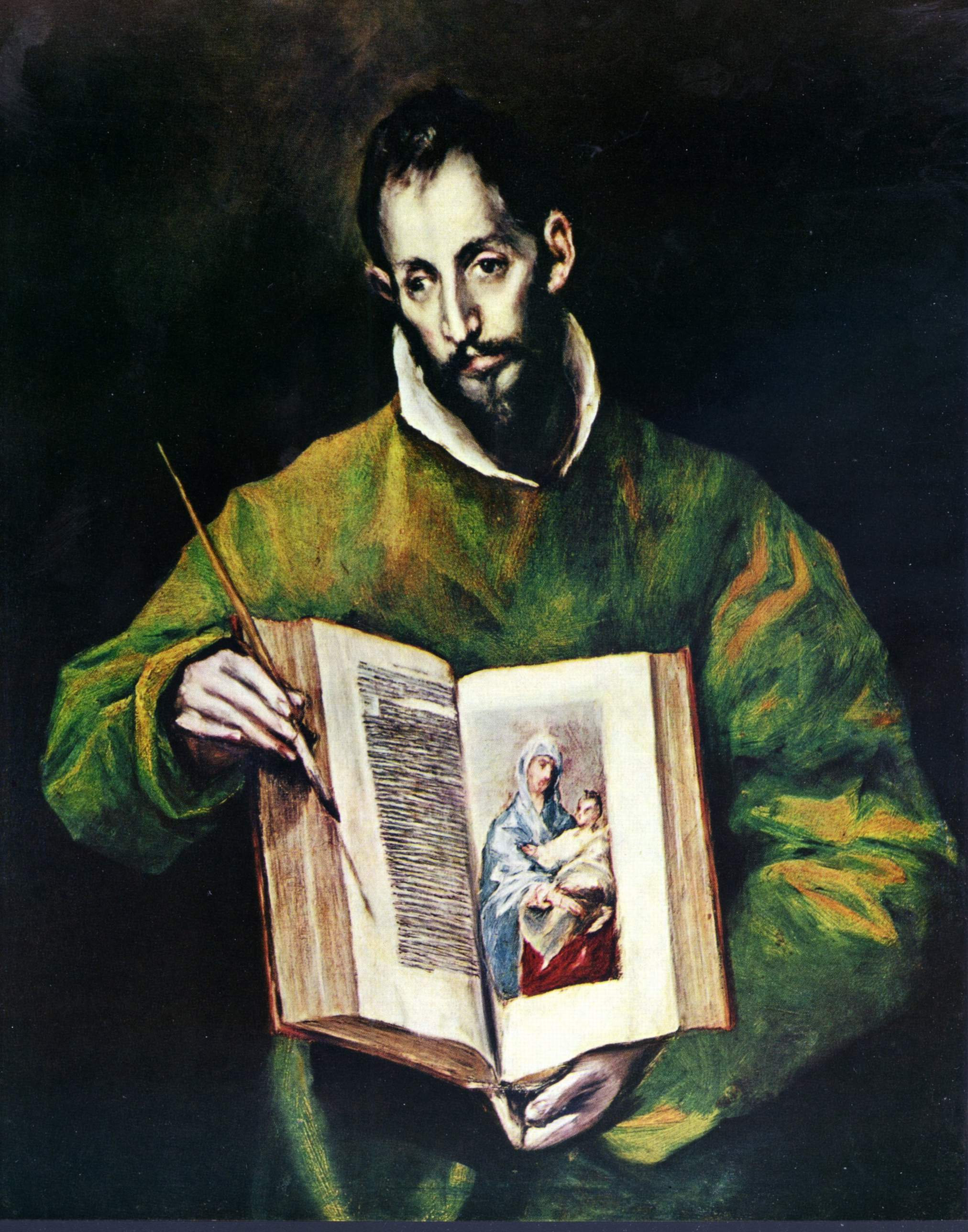
El Greco, 1608.

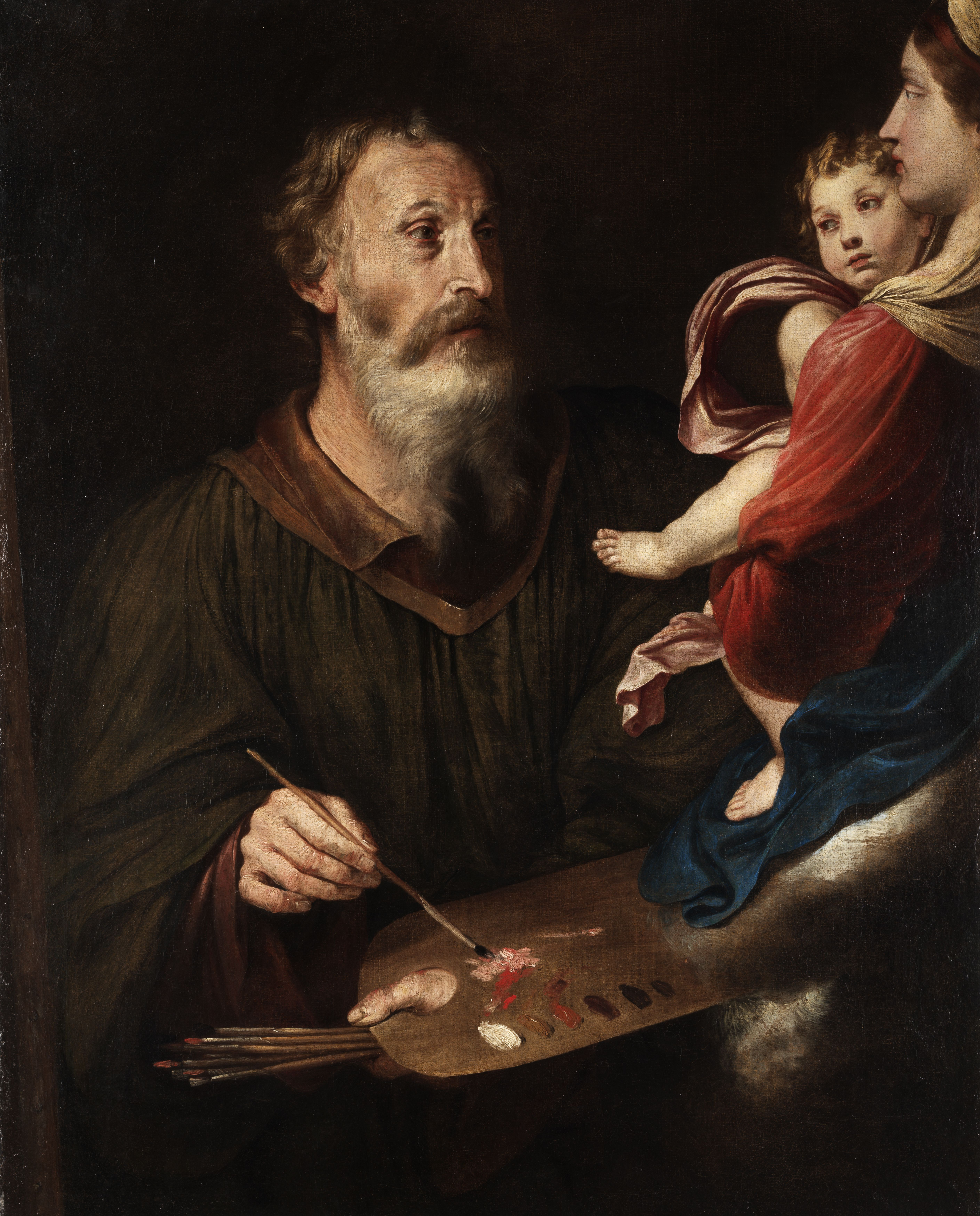
Atribuido a Simone Cantarini, antes de 1648.

La convención del tema desarrolló atributos que se repetían a lo largo de los siglos. En las versiones de Rogier van der Weyden y El Greco, el pintor parece hacer una miniatura, mientras en otras el pintor se muestra ante su caballete, usando un tiento de pintor, mezclando colores en su paleta de pintor para conseguir la carnación de la piel de las figuras que va a representar (que son, teológicamente, las que "encarnan" la Encarnación del Verbo). A veces se representa al fondo la figura de un ayudante moliendo y mezclando pigmentos. La Virgen y el Niño suelen representarse doblemente (en el retrato y en los modelos que posan para él), aunque con diferencias, como si su condición sagrada fuera un obstáculo para "encarnarlos", lo que posiblemente sea el caso de la obra del Greco, en que la palidez del pintor contrasta con la de los retratados.

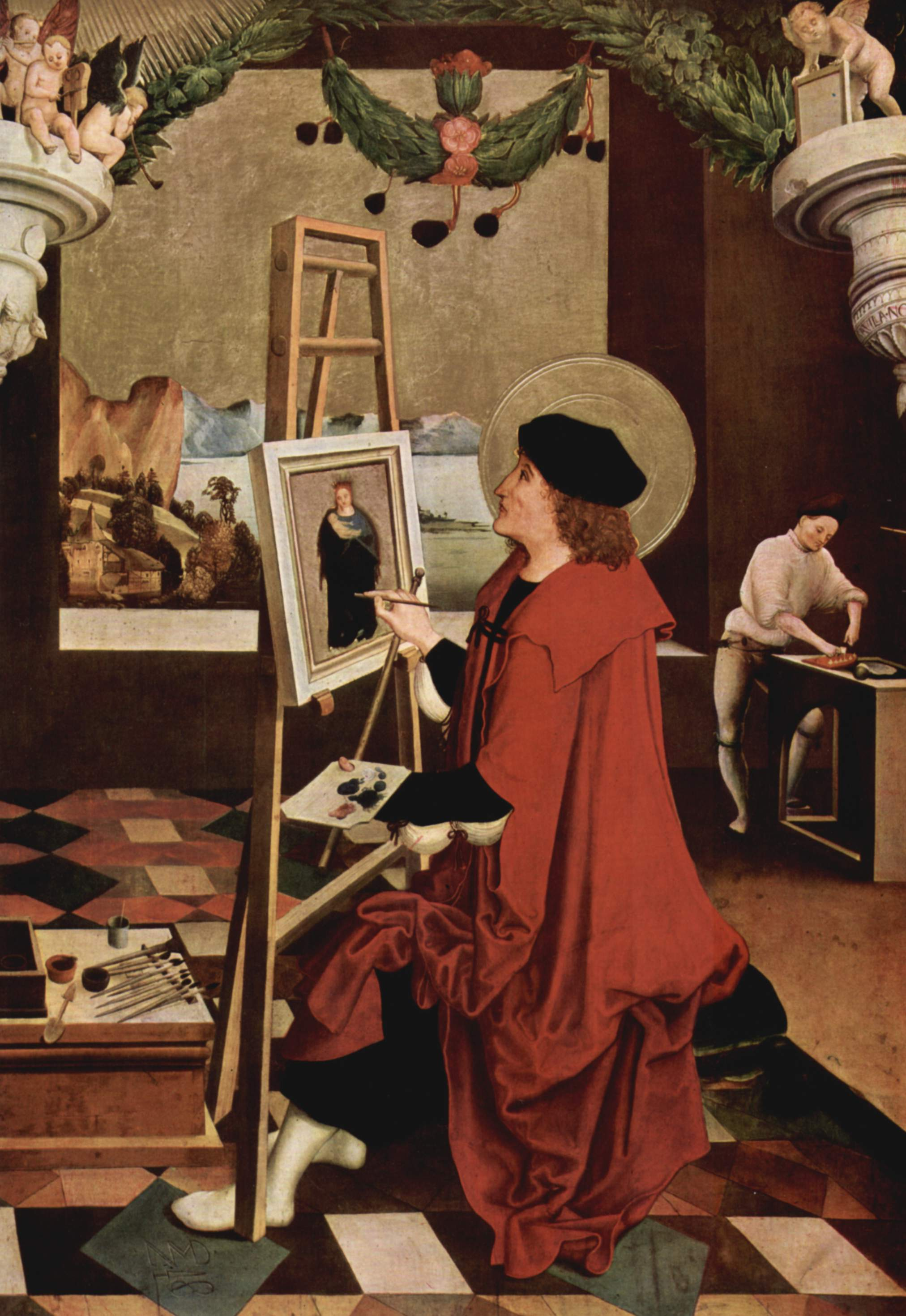
Niklaus Manuel, 1515.
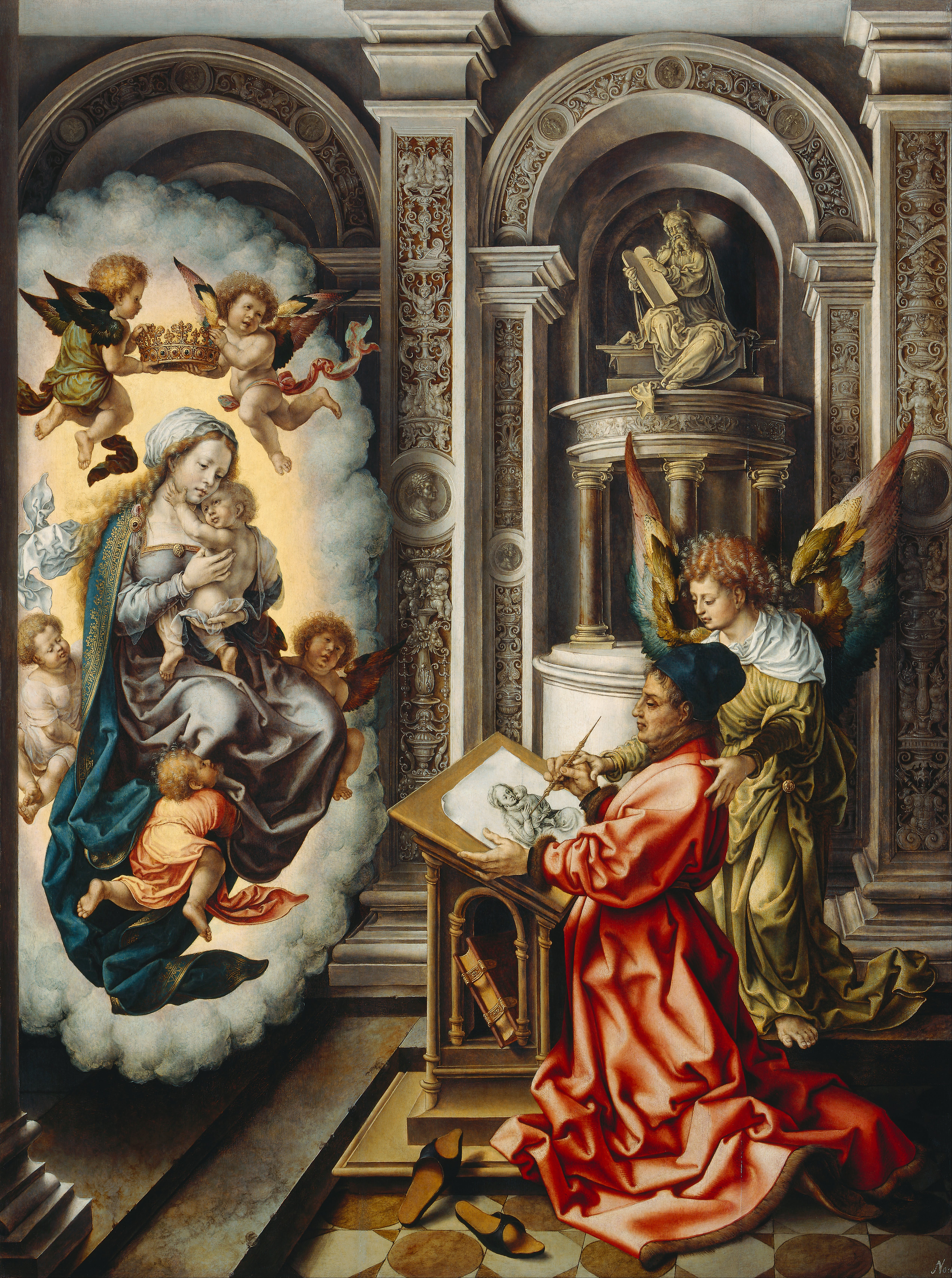
Mabuse, ca. 1515-1525 (tiene al menos otra versión del tema, datable ca. 1520).
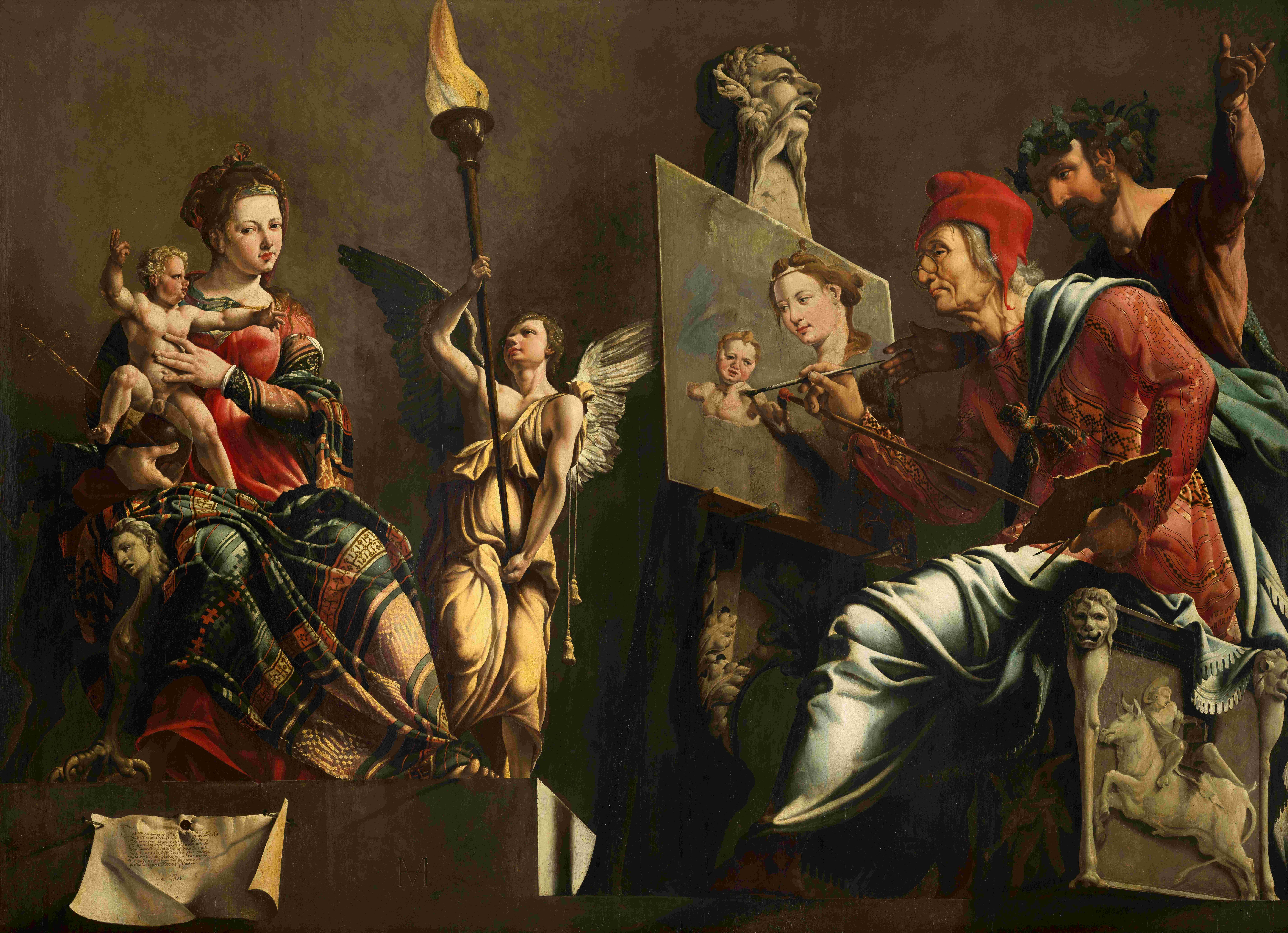
Maarten van Heemskerck, 1532.
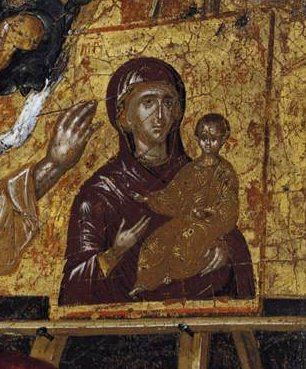
Detalle de una tabla del periodo cretense de El Greco (antes de 1567).
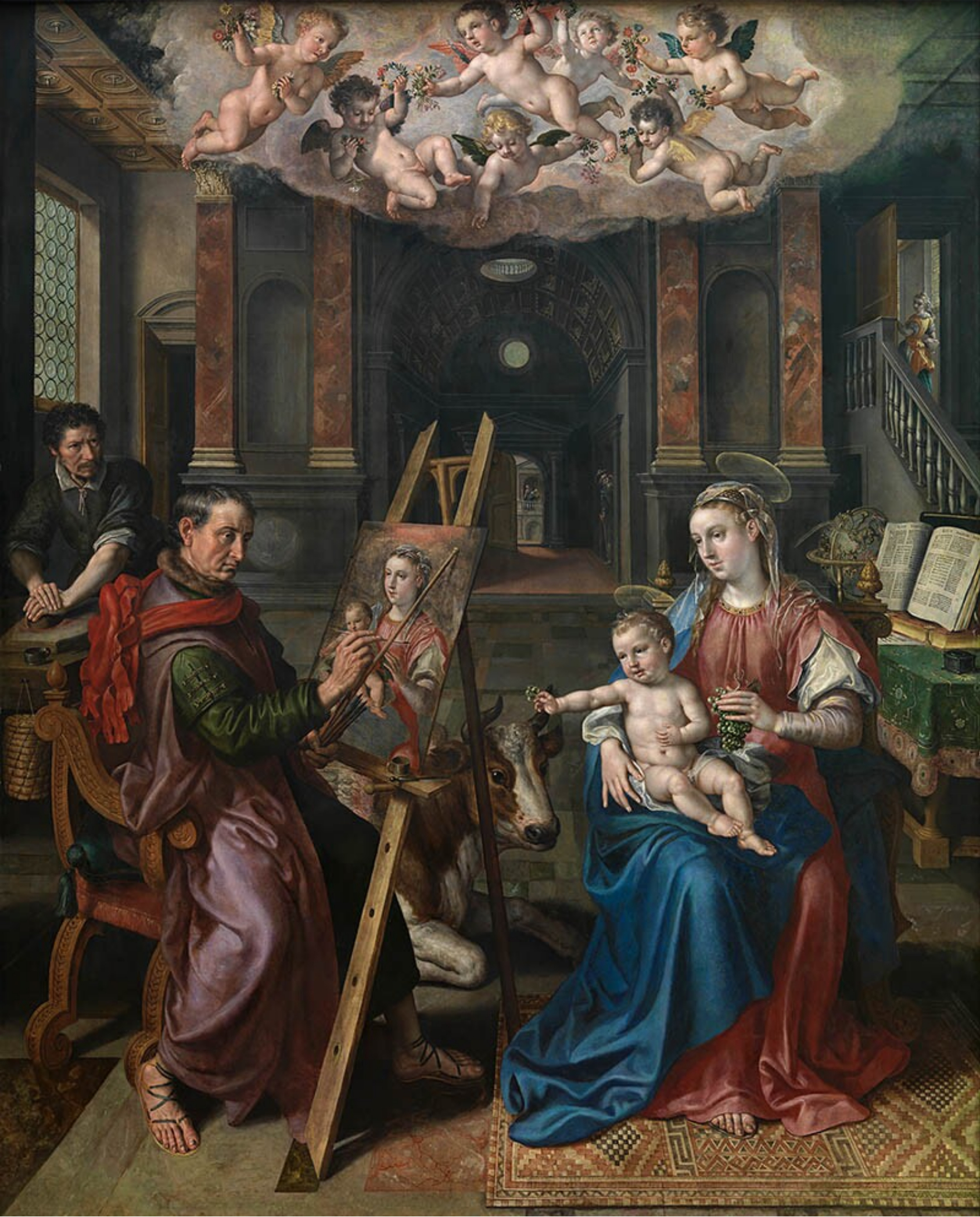
Marten de Vos, 1602.
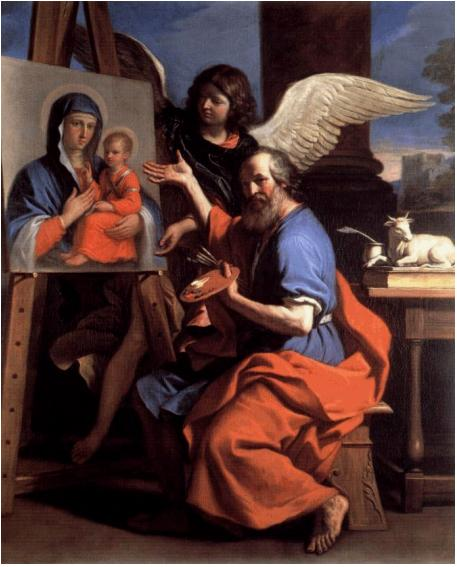
Guercino.
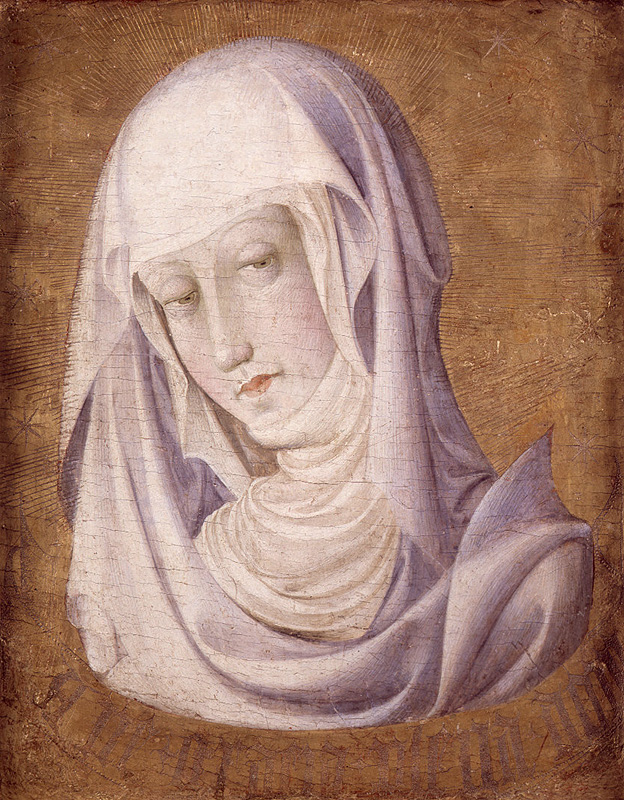
Verónica de la Virgen (hacia 1405 o 1410), de Gonçal Peris (Museo de Bellas Artes de Valencia), «vera icon» de la Virgen María basada en el retrato efectuado por san Lucas de la Virgen.